# Silvia Meiertöns
Silvia Meiertöns (jetzt Silvia Laug) (* 4. Mai 1955 in Schwerte) ist eine ehemalige deutsche Volleyballspielerin.
Silvia Meiertöns war zwischen 1971 und 1982 236-fache deutsche Nationalspielerin. In ihrer Jugend spielte sie für den 1. VC Schwerte. Danach spielte sie in der Bundesliga für den 1. VC Hannover, den VfL Hannover, den SV Lohhof, die TG Viktoria Augsburg und den VC Straubing. Die Universalspielerin wurde mehrfach Deutscher Meister und DVV-Pokalsieger. 1979 wurde Silvia Meiertöns zur Volleyballerin des Jahres gewählt.
Silvia Laug arbeitet heute als Physiotherapeutin in Augsburg.